# 小旋角羚
小旋角羚（學名Tragelaphus imberbis），又名小林羚，是東非及可能在阿拉伯半島南部的一種羚羊。南部小旋角羚（T. i. australis）是其肯雅及坦桑尼亞的亞種。

## 特徵
小旋角羚肩高90-110厘米，雌羚重55-70公斤，公羚重70-110公斤，公羚較雌羚大。公羚呈灰褐色，雌羚呈栗色，下身較淺色。背上有10條白色斑紋，頸下有兩條白色斑紋。公羚有細小的鬃毛，角約長70厘米，扭曲一轉。

## 生態
小旋角羚棲息在乾旱的叢林及森林，主要吃葉子。牠們是夜間及拂曉活動的。牠們會以2-5隻群居，最多可以多達24隻，公羚與雌羚的數目相約。
小旋角羚可以跳遠達9米，跳高2.5米。牠們最高速達每小時80-100公里。
小旋角羚在東非的數量約有12萬隻。

## 外部連結
- ARKive
- 的图片 （页面存档备份，存于）